# Thượng đế
Thượng đế (tiếng Trung: 上帝; bính âm: Shàngdì; Wade–Giles: Shang Ti) là thuật từ để chỉ "Vị vua trên cao" hay "Thần linh tối cao" trong quan niệm tín ngưỡng cổ của Trung Hoa, đặc biệt là thần học trong các văn tịch thời Thương, tương đương với thuật từ Thiên thời Chu sau này.
Mặc dù tín ngưỡng cổ truyền Trung Hoa thường dùng từ "Thiên" để đề cập tới ý niệm thần linh tuyệt đối của vũ trụ, "Thượng đế" tiếp tục được dùng trong nhiều truyền thống như một số trường phái triết học Trung Quốc hay một số khuynh hướng Nho giáo nhất định, một số tín ngưỡng cứu độ Trung Quốc, và các hệ phái Cơ Đốc Kháng Cách tại Trung Quốc. Thuật từ này hiện nay còn được dùng để đề cập tới thần linh tối cao theo nghĩa phổ quát, kể cả trong các bối cảnh thế tục tại Trung Quốc, Đài Loan, Hong Kong. Tương tự như vậy, thuật từ "Thượng đế" trong tiếng Việt được dùng để đề cập tới Đấng tối cao trong các tôn giáo.

## Từ nguyên
Từ "Thượng Đế" trong tiếng Việt là từ Hán Việt từ văn hóa Trung Hoa. Chữ Thượng – 上 là "ở trên" ở đây là trên Trời và Đế – 帝 là danh hiệu từ thời Bách Việt, từ Hoàng đế (皇帝),  danh xưng vua Tàu nghĩ ra bởi Tần Thủy Hoàng. Nguồn gốc từ bắt nguồn từ thần thoại Tam Hoàng Ngũ Đế, trong đó có Hoàng Đế (黃帝), vị quân chủ huyền thoại và là anh hùng văn hoá văn minh được coi là thủy tổ của mọi người Hán. Nhưng từ 帝 chỉ chung các vị Thần từ thời nhà Thương.

## Biểu tượng Thượng đế

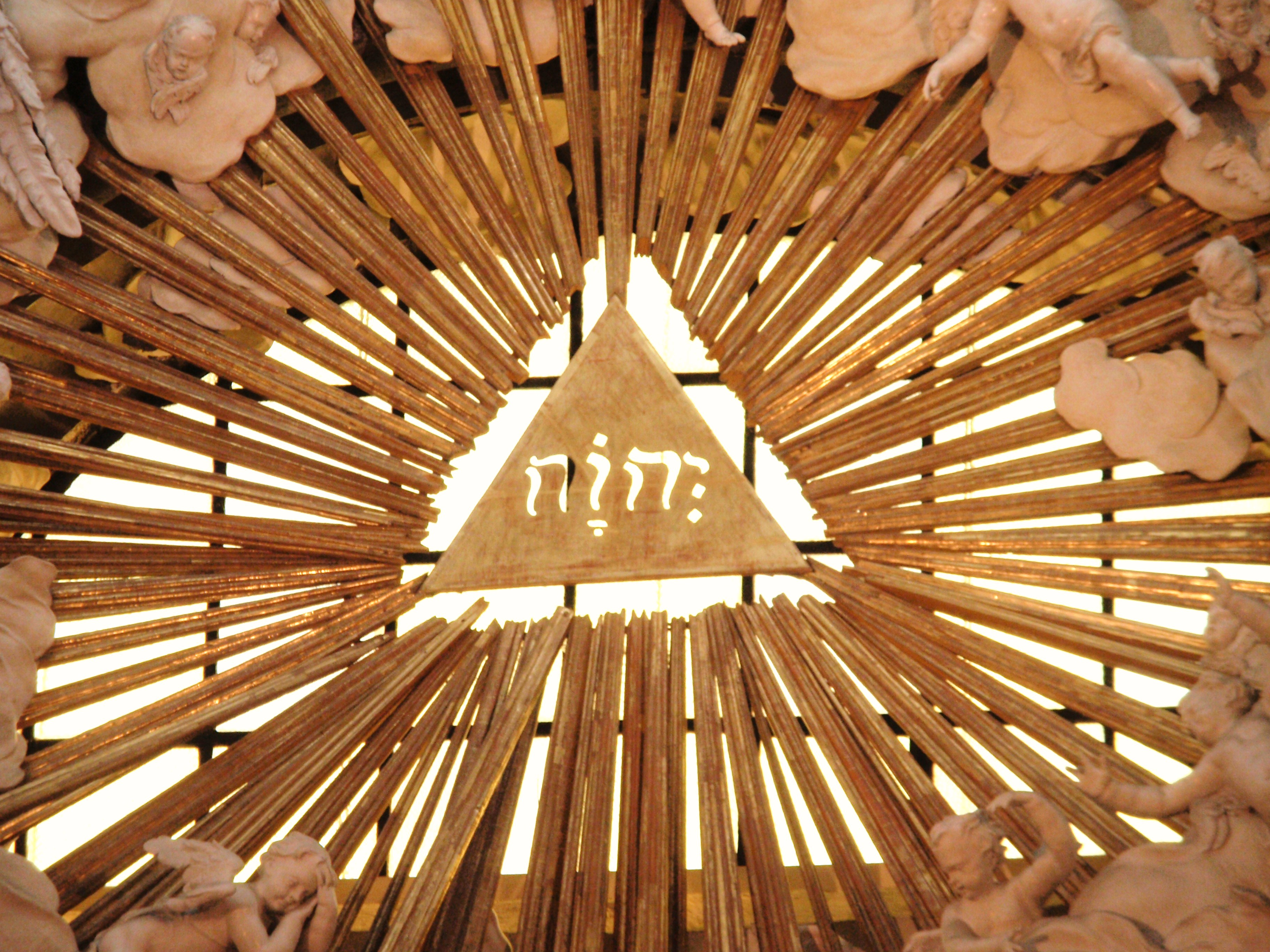
Ký họa  Tứ tự thánh danh YHWH bằng chữ Hebrew, trên gian cung thánh trong 1 nhà thờ cổ tại Viên, Áo.
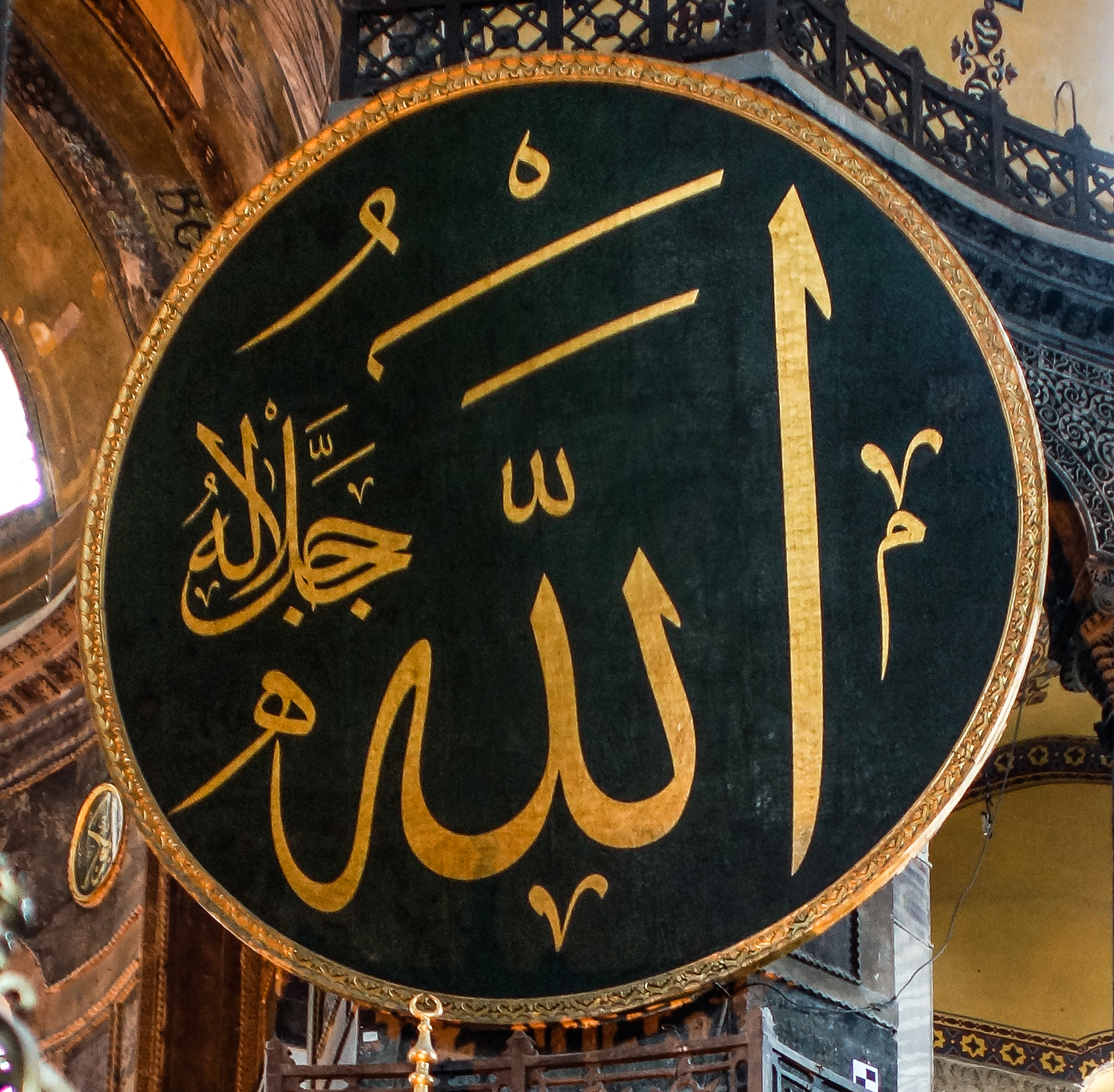
"Allah" bằng chữ Ả Rập tại Hagia Sophia.
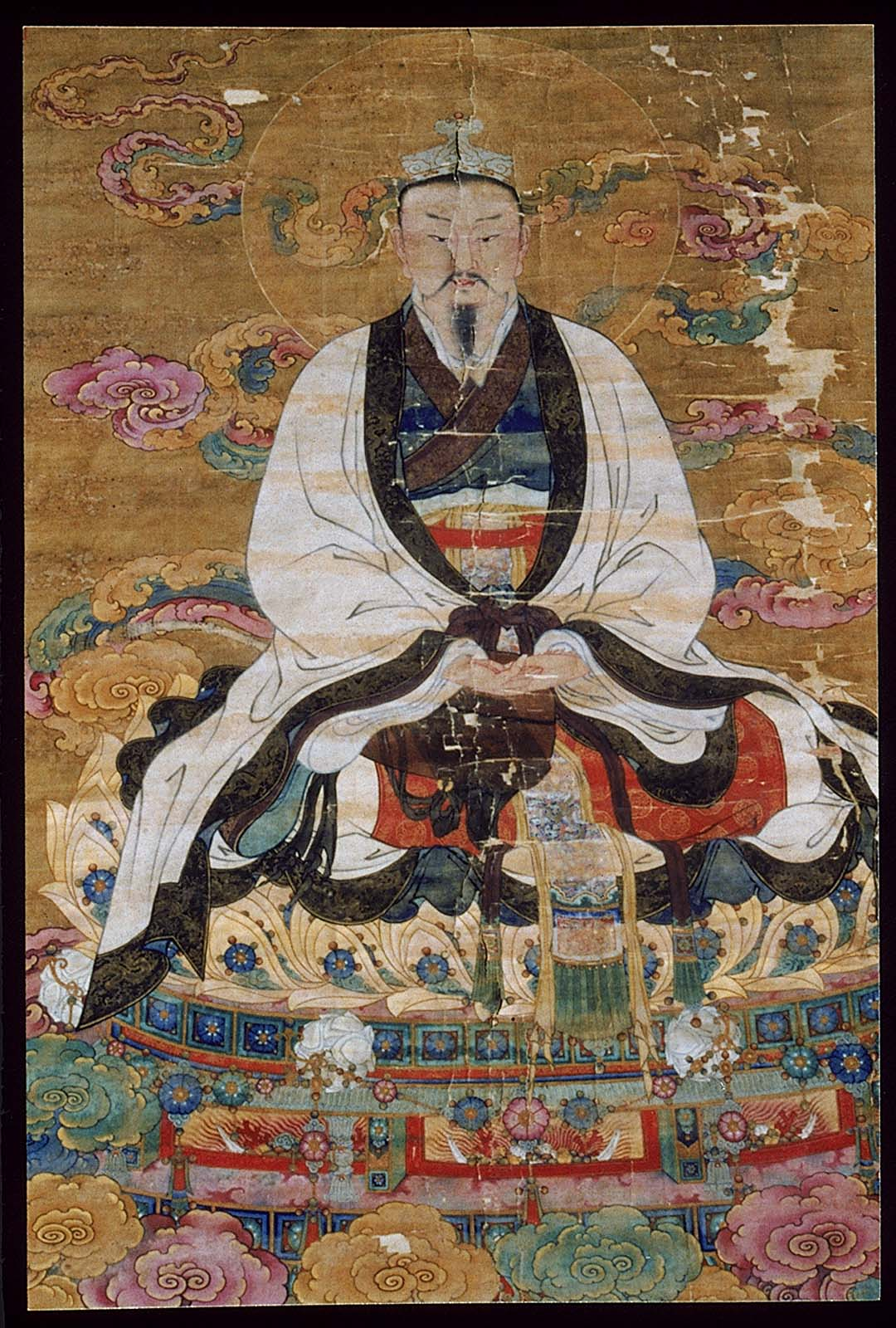
Ngọc Hoàng Thượng đế, tranh vẽ thời Minh, thế kỷ 16.